# Vértesacsa
Vértesacsa (em alemão: Atscha) é um município da Hungria, situado no condado de Fejér. Tem 36,19 km² de área e sua população em 2015 foi estimada em 1.773 habitantes.